# Saint-Arnoult (Seine-Maritime)
Saint-Arnoult is een gemeente in het Franse departement Seine-Maritime (regio Normandië) en telt 1308 inwoners (2004). De plaats maakt deel uit van het arrondissement Rouen.

## Geografie
De oppervlakte van Saint-Arnoult bedraagt 13,8 km², de bevolkingsdichtheid is 94,8 inwoners per km².
De onderstaande kaart toont de ligging van Saint-Arnoult (Seine-Maritime) met de belangrijkste infrastructuur en aangrenzende gemeenten.

## Demografie
Onderstaande figuur toont het verloop van het inwonertal (bron: INSEE-tellingen).